# Oconto (Nebraska)
Oconto è un comune degli Stati Uniti d'America, situato nello Stato del Nebraska, nella contea di Custer.